# 22 Boötis
22 Boötis (f Boötis) é uma estrela na direção da Boötes. Possui uma ascensão reta de 14h 26m 27.41s e uma declinação de +19° 13′ 36.6″. Sua magnitude aparente é igual a 5.40. Considerando sua distância de 286 anos-luz em relação à Terra, sua magnitude absoluta é igual a 0.68. Pertence à classe espectral F0m.